# 夏西七
夏西 七（なつにし なな）は、日本の漫画家。

## 作品リスト

### 連載
- ランメルモールの少年騎兵隊（『月刊Gファンタジー』2010年6月号 - 2011年9月号）
- ROSE GUNS DAYS Season2（原作：竜騎士07、『月刊Gファンタジー』2013年2月号[1] - 2014年4月号）
- ライルと槍（『月刊Gファンタジー』2016年2月号[2] - 2017年4月号）
- メイデーア転生物語 この世界で一番悪い魔女（原作：友麻碧、キャラクター原案：雨壱絵穹、『月刊Gファンタジー』2020年2月号 - 連載中）

### 書籍
- 『ランメルモールの少年騎兵隊』、スクウェア・エニックス〈Gファンタジーコミックス〉、2010年 - 2011年、全3巻
- 『ROSE GUNS DAYS Season2』、原作：竜騎士07、スクウェア・エニックス〈Gファンタジーコミックス〉、2013年 - 2014年、全3巻
  1. 2013年8月22日発売[3]、ISBN 978-4-7575-4047-7
  2. 2013年12月21日発売[4]、ISBN 978-4-7575-4178-8
  3. 2014年4月22日発売[5]、ISBN 978-4-7575-4302-7
- 『ライルと槍』、スクウェア・エニックス〈Gファンタジーコミックス〉、2016年 - 2017年、全3巻
  1. 2016年7月27日発売[6]、ISBN 978-4-7575-5069-8
  2. 2017年5月27日発売[7]、ISBN 978-4-7575-5230-2
  3. 2017年5月27日発売[8]、ISBN 978-4-7575-5360-6
- 『メイデーア転生物語 この世界で一番悪い魔女』、原作：友麻碧、キャラクター原案：雨壱絵穹、スクウェア・エニックス〈Gファンタジーコミックス〉、既刊9巻（2025年2月27日現在）
  1. 2020年8月11日発売[9]、ISBN 978-4-7575-6800-6
  2. 2020年12月15日発売[10]、ISBN 978-4-7575-6999-7
  3. 2021年5月27日発売[11]、ISBN 978-4-7575-7276-8
  4. 2021年11月15日発売[12]、ISBN 978-4-7575-7574-5
  5. 2022年4月27日発売[13]、ISBN 978-4-7575-7897-5
  6. 2022年11月26日発売[14]、ISBN 978-4-7575-8278-1
  7. 2023年8月25日発売[15]、ISBN 978-4-7575-8743-4
  8. 2024年5月27日発売[16]、ISBN 978-4-7575-9210-0
  9. 2025年2月27日発売[17]、ISBN 978-4-7575-9700-6